# Pet marketing
Pet Marketing o marketing de mascotas es un nicho de mercado enfocado en estrategias de mercadotecnia para animales de compañía. Se desarrolla principalmente en empresas relacionadas con la industria de mascotas, como clínicas veterinarias, alimentemos para mascotas, cuidado y aseo de mascotas, entre otras. No obstante, no se limita únicamente a empresas de la industria Pet (mascotas), sino a todas aquellas marcas que desean vincular su valor de marca con esté nicho de mercado bajo la denominación de empresas Pet Friendly.
Los consumidores del pet marketing bautizados como Pet Lovers, son un nicho de mercado pues encajan con las características de la definición de nicho se define como un grupo de consumidores más estrecho que un segmento de mercado y cuyas necesidades no han sido satisfechas pero que tiene el tamaño necesario para ser rentable.
El Pet Marketing ha tomado relevancia en las últimas dos décadas por el aumento del número de mascotas versus la drástica caída de fecundidad a nivel mundial. Según el American Pet Products Association (APPA) más hogares tienen mascotas que niños, pues tan sólo 33.5 millones de familias estadounidenses tienen hijos, mientras que 84.9 millones tienen mascotas. Otro ejemplo es España, donde el INE (Instituto Nacional de Estadística) reporta 6.265.153 niños menores de 14 años mientras que el número de mascotas registradas asciende a los 13 millones. A nivel mundial, según el informe de "Perspectivas de población mundial 2022" publicado por la Organización de las Naciones Unidas, el ritmo de crecimiento de la población se ha ralentizado en más de la mitad debido a la reducción de los niveles de fecundidad y por primera vez, desde 1950, en 2020 la tasa de crecimiento de la población cayó por debajo del 1% anual y se prevé que continúe ralentizándose en las próximas décadas.
Estas cifras permiten deducir que el Pet Marketing puede llegar a ser una estrategia de negocios con un tamaño de mercado mayor que el mercado dirigido a niños.

## Perfil del consumidor de Pet Marketing
El consumidor de la industria Pet es conocido como Pet Lover o amante de los animales. Las características de este nicho en la actualidad son:
1. Principalmente Millennials, la generación más comprometida con sus mascotas y con menos deseos de tener hijos. Actualmente son el mercado más lucrativo en temas de e-commerce y canales digitales. Son generación que más logros legislativos ha tenido en materia de derecho animal.
2. Perijos, sus mascotas son un integrante más de la familia. Se sienten orgullosos de llamar hijos a sus mascotas e incluso sobrinos a las mascotas de sus amigos.
3. Están hiperconectados. Son amantes de las redes sociales y del mundo digital. No es de sorprenderse si hablamos de la generación millennial.
4. Amantes de la buena vida. Disfrutan de ir de viaje o a un buen restaurante acompañados de sus perijos.
5. Personalidad Rebelde. Marcos Giordano, estudioso del Pet Marketing en Argentina, menciona que tienen ideas y filosofías propias opuestas a la de sus antecesores. Están a favor de las causas sociales, el cuidado del medio ambiente, el respeto por los animales.
6. Aman la naturaleza y a los animales: El sentido del respeto y el cuidado por todo ser viviente es una de las características principales del Pet Lover

## Cifras Globales de mascotas
Los hogares con mascotas a nivel global tienen una importante participación. Según un estudio realizado por GfK, el 56% de la población mundial tiene al menos una mascota en casa.
Los hogares europeos con al menos una mascota han aumentado 20 millones, situándose en 90 millones al 2022. En USA la Asociación Americana de Productos para Mascotas  (American Pet Products Association) detecto que el 66% de los hogares estadounidenses (86,9 millones de hogares) tienen un animal de compañía y para el 2022, los estadounidenses gastaron 136.800 millones de dólares en sus mascotas, un 10,68% más que en 2021. Por su parte, en España, la Asociación Nacional de Fabricantes de Alimentos para Animales de Compañía (ANFAAC) reporta que en hay más de 29 millones de mascotas en los hogares españoles, lo que represento un facturado de casi 1,5 millones de euros en productos de la industria Pet en 2021. En México el 69.8% de los hogares cuenta con algún tipo de mascota en 2021. Colombia tiene 4,4 millones de hogares con mascota, lo que representa el 67% de los hogares encuestados.